# Carl-Hermann Hempen
Carl-Hermann Hempen (* 25. April 1948 in Emden) ist ein deutscher Internist und Autor von diversen Veröffentlichungen zur Traditionellen chinesischen Medizin.

## Leben
Carl-Hermann Hempen studierte Medizin und wurde 1973 an der Universität München promoviert. Er ließ sich von 1976 bis 1984 in München zum Facharzt für Innere Medizin ausbilden. Ab 1975 war er Schüler und Mitarbeiter des Sinologen Manfred Porkert.
1978 war Hempen Mitgründer der Societas Medicinae Sinensis (SMS), die er von 1984 bis 2002 präsidierte. Seit 1984 betreibt er eine eigene Praxis in München. Er ist Prüfer für den Fachbereich Akupunktur bei der Bayerischen Landesärztekammer und Lehrbeauftragter der Universität Witten-Herdecke. Seit 2011 ist er Honorarprofessor  für Traditionelle Chinesische Medizin an der Technischen Universität München.
Hempen ist Autor von Lehrbüchern zur traditionellen chinesischen Medizin.

## Schriften (Auswahl)
- Statistische Analyse von 500 Kaiserschnittnarkosen. 1973 (Dissertation, Universität München, 1973).
- mit Manfred Porkert: Systematische Akupunktur. Urban & Schwarzenberg, München 1985, ISBN 3-541-11151-8, 518 Seiten.
- Die Medizin der Chinesen. Bertelsmann, München 1988, ISBN 3-570-03877-7, 352 Seiten; Taschenbuch-Ausgabe: Goldmann, München 1991, ISBN 3-442-12309-7.
- Akupunktur: U-&-S-Tafeln für Klinik und Praxis. Urban & Schwarzenberg, München 1992, ISBN 3-541-12481-4.
- mit Ute Engelhardt: Akupunktur-Scheibe zur Errechnung der optimalen Wirkzeiten. Urban & Schwarzenberg 1995, München, ISBN 3-541-16101-9.
- dtv-Atlas zur Akupunktur: Tafeln und Texte. Deutscher Taschenbuch-Verlag, München 1995, ISBN 3-423-03232-4, 304 Seiten.
- Taschenatlas Akupunktur. Thieme, Stuttgart 1995, ISBN 3-13-102571-9, 304 Seiten.
- mit Ute Engelhardt: Chinesische Diätetik. Urban & Schwarzenberg, München 1997, ISBN 3-541-11871-7, 724 Seiten; 3. Auflage 2006.
- mit Toni Fischer: Leitfaden Chinesische Phytotherapie Urban & Fischer, München 2001, 706 Seiten; 2., erweiterte Auflage 2007, ISBN 978-3-437-55991-4, 1072 Seiten.
- Mitautor: Agnes Fatrai, Stefan Uhrig (Hrsg.): Chinesische Medizin in der Augenheilkunde. Urban & Fischer, München 2005, ISBN 3-437-56630-X, 618 Seiten; 3. Auflage: Tipani, Wiesbaden 2019, ISBN 978-3-9815471-3-9.
- als Hrsg.: Leitfaden Chinesische Rezepturen. Urban & Fischer, München 2006, ISBN 3-437-56750-0, 618 Seiten.